# Рубель, Аркадий Николаевич
Аркадий Николаевич Рубель (22 августа 1867 ― 17 апреля 1938) ― российский и советский учёный, терапевт, фтизиатр, профессор Государственного института медицинских знаний (1920—1938).

## Биография
Аркадий Николаевич Рубель родился 22 августа 1867 года.
В 1891 году успешно завершил обучение в Санкт-Петербургской военно-медицинской академии. С 1891 по 1892 годы проходил учебную медицинскую стажировку в Вене, работал в терапевтической клинике профессора Нотнагеля. С 1893 по 1900 годы осуществлял трудовую деятельность в Александровской больнице для чернорабочих в Санкт-Петербурге. С 1899 по 1904 годы работал санитарным врачом в Петербурге. С 1900 года трудился ординатором, а затем ассистентом в терапевтической клиники Женского медицинского института. С 1903 по 1914 годы работал в должности директора летнего кумысолечебного санатория, в это же время с 1906 по 1914 годы осуществлял лечебную практическую деятельность в отделе общей патологии Института экспериментальной медицины, работал под руководством В. В. Подвысоцкого. В 1918 году создал и стал возглавлять первую в Петрограде Центральную туберкулезную станцию со стационаром. С 1920 году работал профессором Государственного института медицинских знаний и одновременно до 1931 года приват-доцентом в институте усовершенствования врачей.
Активный участник медицинского сообщества. В 1899 году стал инициатором и организатором в Петербурге общества больничных врачей, избран его секретарём.
Аркадий Рубель изучал патологию легких. Исследовал роль интерстициальной ткани в развитии патологических процессов в легких, пересмотрел учение о бронхитах, пневмонии, эмфиземе легких, дал объяснения особенностей, а также картины ранних форм туберкулеза. Рубель изучал роль компенсаторных механизмов при его хронических формах. Он первым в России в 1910 году применил искусственный пневмоторакс для лечения туберкулеза легких и первый в мире в 1912 году подготовил монографию об этом методе.
Умер 17 апреля 1938 года в Ленинграде. Похоронен на Богословском кладбище.

## Научная деятельность
Труды, монографии:
- Рубель А. Н. К учению о действии Въеговской застойной гиперемии на местный туберкулезный процесс, диссертация, Спб., 1909;
- Рубель А. Н. Искусственный пневмоторакс при лечении туберкулеза легких, Спб., 1912;
- Рубель А. Н. Вопросы патологии и клиники заболеваний легких, очерки 1—4, JI., 1925;
- Рубель А. Н. Хронические бронхиты, пнеймонокониозы и пнеймосклеро-зы, JI., 1925;
- Рубель А. Н. Туберкулез, в книге: Частная патология и территория внутри болезни, под ред. Г. Ф. Ланга и Д. Д. Плетнева, т. 1, ч. 2, с. 1, Л.— М., 1931.